# 누치속
누치속(Hemibarbus)은 잉어과에 속하는 물고기 속의 하나이다. 동아시아에서 발견된다. 현재 12종을 포함하고 있다.

## 종
- H. brevipennus Yue, 1995
- 누치 (H. labeo) (Pallas, 1776)
- H. lehoai Nguyen, 2001
- 참마자 (H. longirostris) (Regan, 1908)
- H. macracanthus Lu, Luo & Chen, 1977
- H. maculatus Bleeker, 1871
- H. medius Yue, 1995
- 어름치 (H. mylodon) (Berg, 1907)
- H. qianjiangensis Yu, 1990
- H. songloensis 	Nguyen, 2001
- H. thacmoensis 	Nguyen, 2001
- H. umbrifer (Lin, 1931)